# Pasikonie
Pasikonie – wieś w Polsce położona w województwie mazowieckim, w powiecie warszawskim zachodnim, w gminie Kampinos. Ma status sołectwa.
| SIMC    | Nazwa     | Rodzaj    |
| ------- | --------- | --------- |
| 1058183 | Bargłówek | część wsi |

W latach 1975–1998 miejscowość administracyjnie należała do województwa warszawskiego.